# Groeve Theunissen II

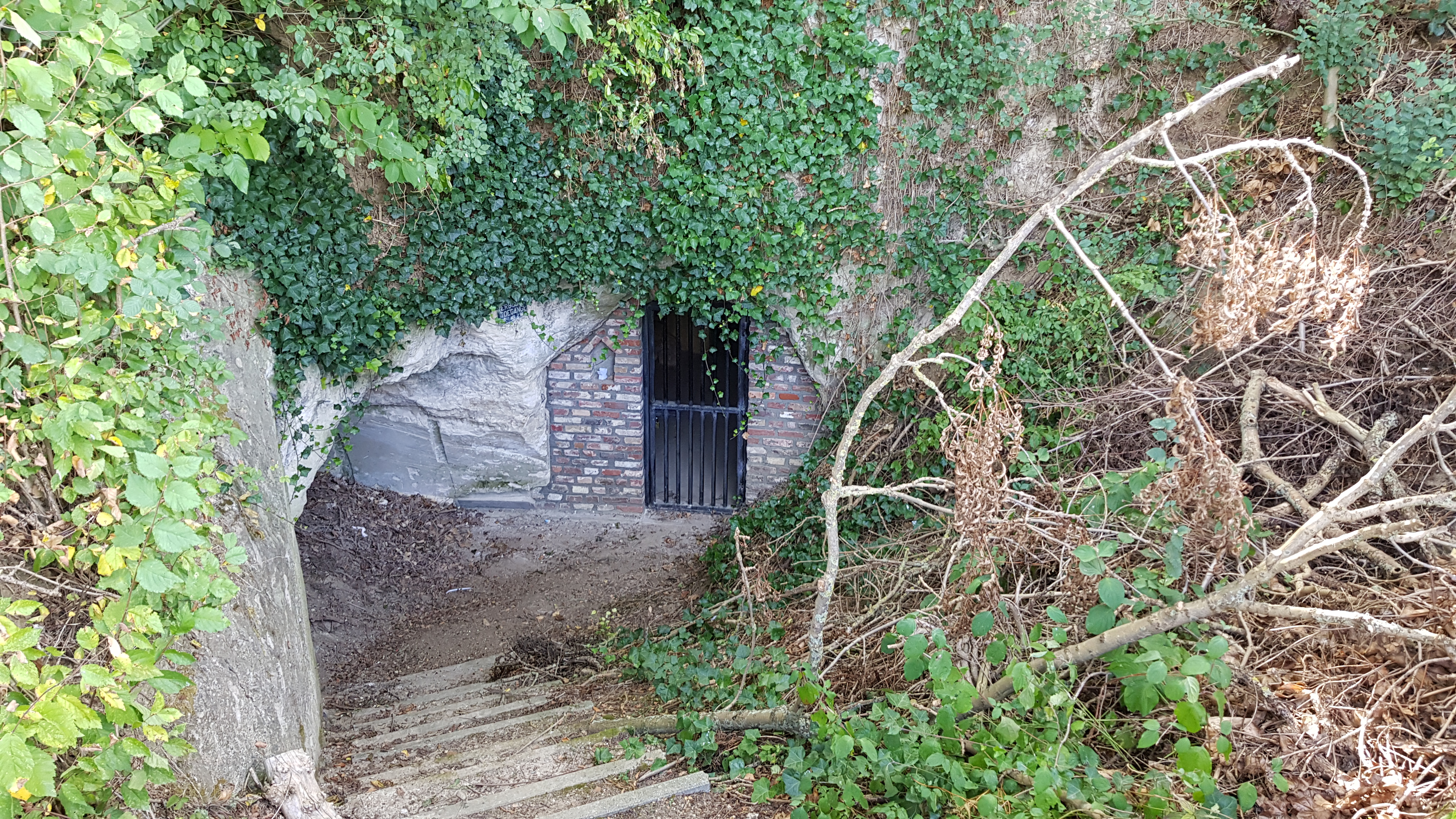
ingang van de groeve

De Groeve Theunissen II of Theunisgroeve oost is een voormalige Limburgse mergelgroeve in Nederlands Zuid-Limburg in de gemeente Maastricht. De groeve ligt in de westelijke dalwand van het Jekerdal, op de zuidoostelijke dalwand van het Droogdal van de Kleine en Lange Zouw en op de noordelijke helling van de Louwberg. Naar het noordwesten ligt de wijk Campagne en naar het noordoosten de wijk Biesland. De groeve ligt aan de Susserweg.
Op ongeveer 70 meter naar het zuidwesten ligt de Groeve Theunissen I en op ongeveer 650 meter naar het zuiden ligt de Apostelgroeve.

## Geschiedenis
In de 19e eeuw werd de groeve aangelegd door aannemer G. Theunissen voor de ontginning van kalksteen als bouwmateriaal door blokbrekers.
Ook in 1914-1916 werden er kalksteenblokken gewonnen in de groeve.
In de Tweede Wereldoorlog werd de groeve gebruikt als schuilkelder. Na de oorlog raakte de groeve in onbruik en slipte de ingang dicht.
In 1977 werd er een kruipgat gemaakt waardoor men opnieuw de groeve kon betreden.
In september 1986 werd de groeve weer heropend na het weggraven van ongeveer vijf meter aan huisvuil.

## Groeve
Groeve Theunissen II is een middelgrote groeve. De groeve bestaat uit een lange gang met gangen die vier meter hoog zijn. De totale ganglengte bedraagt 113 meter en de groeve heeft een oppervlakte van 0,09 hectare. De groeve wordt gekenmerkt door 14 aardpijpen.
De ingang van de groeve is afgesloten, zodanig dat vleermuizen de groeve kunnen gebruiken als verblijfplaats.
De beheerder van de groeve is de Stichting ir. D.C. van Schaïk. In 2017 werd de groeve op veiligheid onderzocht en werd deze deels goedgekeurd.

## Geologie
De groeve is uitgehouwen in de Kalksteen van Meerssen uit de Formatie van Maastricht.